# COVID-19-Pandemie in Venezuela
Die COVID-19-Pandemie in Venezuela tritt als regionales Teilgeschehen des weltweiten Ausbruchs der Atemwegserkrankung COVID-19 auf und beruht auf Infektionen mit dem Ende 2019 neu aufgetretenen Virus SARS-CoV-2 aus der Familie der Coronaviren. Die COVID-19-Pandemie breitet sich seit Dezember 2019 von China ausgehend aus. Ab dem 11. März 2020 stufte die Weltgesundheitsorganisation (WHO) das Ausbruchsgeschehen des neuartigen Coronavirus als Pandemie ein.
Die von den venezolanischen Behörden erhobenen Statistiken sind anzuzweifeln (siehe: Anmerkungen zu Statistiken).

## Hintergrund und Prognosen
Venezuela gilt aufgrund einer anhaltenden sozioökonomischen und politischen Krise als besonders anfällig für die COVID-19-Pandemie, da bereits vor der Pandemie ein massiver Mangel an Grundnahrungsmitteln und sonstigen Versorgungsgütern, einschließlich medizinischer Versorgung, herrschte. Die Massenemigration venezolanischer Ärzte führte bereits vor der Corona-Krise zu einem chronischen Personalmangel in Krankenhäusern.

## Verlauf
Am 13. März 2020 wurden die ersten beiden COVID-19-Fälle in Venezuela bestätigt. Am 26. März 2020 wurde der erste COVID-19-bedingte Todesfall gemeldet.
Im Januar kündigte das venezolanische Gesundheitsministerium an, dass das Nationale Hygieneinstitut Rafael Rangel (spanisch: Instituto Nacional de Higiene Rafael Rangel) in Caracas als Beobachtungsstelle für nicht influenza-bedingte Atemwegsviren, einschließlich Coronaviren beim Menschen, fungieren werde. Es ist die einzige Gesundheitseinrichtung des Landes, die in der Lage ist, Atemwegsviren zu diagnostizieren und logistisch über die 23 Bundesstaaten, den Hauptstadtdistrikt und die föderalen Dependancen Venezuelas hinweg zu operieren.
Im Februar 2020 gab die venezolanische Regierung bekannt, dass das Land eine epidemiologische Überwachung, Einschränkungen und einen Plan zum Nachweis von Personen mit COVID-19 auf dem internationalen Flughafen Simón Bolívar in Maiquetía, dem wichtigsten internationalen Flughafen Venezuelas, eingeführt hat. Des Weiteren wurde ausgeführt, dass Venezuela von der Panamerikanischen Gesundheitsorganisation (PAHO) Diagnostik-Kits für den Virusstamm erhalten würde.
Am 7. März berichtete Radio "Fe y Alegría", dass ein medizinischer Verdachtsfall in Maracaibo registriert wurde. Es handelte sich um einen 31-jährigen Nicht-Venezolaner, der in das Krankenhaus Dr. Pedro Iturbe in Zulia eingeliefert und in das Universitätskrankenhaus von Maracaibo verlegt wurde. Der Patient wies offensichtliche Symptome auf und wurde Tage später entlassen. Der Gouverneur des Staates, Omar Prieto, bat das Ministerium für Öffentlichkeitsarbeit, den Professor der Universität Zulia, Freddy Pachano, zu untersuchen, weil er die Aufmerksamkeit auf den Verdachtsfall im Staat gelenkt hatte. Die NGO Espacio Público verurteilte Prieto dafür, dass er eine Untersuchung des Professors angeordnet hatte.
Am 13. März wurde bestätigt, dass die Coronavirus-Pandemie auf Venezuela übergegriffen hat, als die venezolanische Regierung die ersten beiden Fälle verkündete, die sich im Bundesstaat Miranda befanden. Der kolumbianische Präsident Iván Duque schloss die Grenze zu Venezuela mit Wirkung zum 14. März.
Am 14. März erklärte Kommunikationsminister Jorge Rodríguez, dass acht neue Fälle in den Staaten Miranda, Apure, Aragua und Cojedes entdeckt wurden[20]. Er sagte, dass Flüge aus Panama und der Dominikanischen Republik ab dem 15. März für 30 Tage ausgesetzt würden.
Am 15. März bestätigte Nicolás Maduro sieben weitere Fälle und ordnete an, dass die Venezolaner in sechs Staaten und in Caracas zu Hause bleiben und alle damit verbundenen Geschäfte mit Wirkung vom nächsten Tag geschlossen werden müssen. Die "kollektive Quarantäne" machte Ausnahmen für den Transport, die Gesundheit und die Lieferung von Lebensmitteln.
Am 16. März wurde der argentinische Botschafter in Venezuela, Eduardo Porretti, positiv auf das Virus getestet. Am selben Tag gab Maduro bekannt, dass 16 neue Fälle bestätigt wurden, so dass sich die Gesamtzahl auf 33 erhöhte. Er ordnete eine "soziale Quarantäne" auf dem gesamten Staatsgebiet an.
Am 17. März schlossen die brasilianischen Behörden ihre Grenze zu Venezuela teilweise. Der brasilianische Gesundheitsminister Luiz Henrique Mandetta hatte wegen des zusammenbrechenden Gesundheitssystems Venezuelas auf die Schließung der Grenze gedrängt. Die venezolanische Vizepräsidentin Delcy Rodríguez kündigte am selben Tag drei weitere Fälle an. Am Nachmittag floh ein Patient, der später positiv auf das Coronavirus getestet werden sollte, ohne die Genehmigung des medizinischen Personals aus einem Krankenhaus in Propatria im Westen von Caracas.
Am 18. März berichtete Delcy Rodríguez, dass sich die Zahl der Fälle seit dem Vortag nicht geändert habe.
Am 19. März kündigte Jorge Rodríguez weitere 6 Fälle an, womit sich die Gesamtzahl auf 42 erhöht.
Am 21. März berichtete die Regierung über 70 bestätigte Fälle im Land, von denen zwei in kritischem Zustand waren und 15 als geheilt bezeichnet wurden (und nach fünf Tagen keine Symptome mehr zeigten). Rodríguez sagte, dass die beiden kritischen Fälle in privaten Zentren im Bundesstaat Miranda stationär behandelt wurden und die Behandlung durch das Gesundheitsministerium kostenlos erfolgte, obwohl es sich um Privatkliniken handelte.
Am 22. März kündigte Maduro insgesamt 77 Fälle im Land an und kündigte neue wirtschaftliche Maßnahmen an, um den Folgen der Pandemie zu begegnen. Die Miet- und Kreditzahlungen wurden für sechs Monate ausgesetzt, begleitet von Entschädigungen in Landeswährung für Eigentümer und mittelständische Unternehmen. Außerdem wurde eine Politik für 2015 verlängert, die Unternehmen daran hindert, Mitarbeiter bis Dezember 2020 zu entlassen.
Am 26. März gab Delcy Rodríguez den ersten Todesfall durch die Coronavirus-Krankheit bekannt.
Am 27. März prangerte Provea an und gab bekannt, dass etwa neunzig Personen aus Cúcuta, Kolumbien, am 25. März von der Nationalgarde in Barquisimeto, Bundesstaat Lara, ohne Nahrung und ohne angemessene sanitäre Bedingungen gewaltsam isoliert wurden. Kommunikationsminister Jorge Rodríguez kündigte einen zweiten Todesfall an. Delcy Rodríguez traf sich mit dem Premierminister von Trinidad und Tobago, Keith Rowley, wobei sich das Treffen auf die Strategie konzentrierte, die in beiden Ländern zur Bekämpfung der Pandemie eingesetzt wird.

## Missbrauch von Staatsgewalt unter Nicolás Maduro während der Pandemie
Laut der Menschenrechtsorganisation Human Rights Watch wurden willkürlich Verhaftungen, Verfolgungen und Misshandlungen von Oppositionellen angeordnet, nachdem der zur Disposition stehende Staatspräsident Nicolás Maduro die Verhängung des Ausnahmezustands angeordnet hat. So gab es laut einer Zählung der venezolanischen Menschenrechtsorganisation Foro Penal von Januar bis einschließlich Juli 2020 insgesamt 281 politisch motivierte Festnahmen. Unter den Festgenommenen waren Ärzte, Krankenpfleger, Journalisten oder Oppositionelle, die die von venezolanischen Behörden erhobenen Statistiken in Zweifel zogen oder vor einem Kollaps des venezolanischen Gesundheitssystems warnten. Teilweise wurde diesen Festgenommenen „Diffamierung staatlicher Autoritäten“, „Destabilisierung der Regierung durch Falschinformation“ und „Terrorismus“ vorgeworfen. Laut Berichten des Spiegel sind aus Sorge um eigene Mitarbeiter manche Tageszeitungen in Venezuela zur Selbstzensur übergegangen.
Personen die in Verdacht stehen an Covid-19 erkrankt zu sein, werden laut „Spiegel “in gefängnisartige Isolationszentren eingesperrt, in denen es teilweise an Trinkwasser und Desinfektionsmittel fehlt.
Im Juni 2020 ordnete der Oberste Gerichtshof an, die Führungspositionen von zwei der wichtigsten Oppositionsparteien mit regimetreuen Politikern zu besetzen.

## Wirtschaft
Über 100.000 Venezulaner haben während der Pandemie ihre prekäre Beschäftigung verloren.

## Internationale Reaktionen
Um die Ausbreitung der Krankheit zu verhindern, haben die Regierungen Brasiliens und Kolumbiens vorübergehend ihre Grenzen zu Venezuela geschlossen.

## Statistiken (Ohne Gewähr auf Richtigkeit: siehe Anmerkungen zu Statistiken)
Die Fallzahlen entwickelten sich während der COVID-19-Pandemie in Venezuela wie folgt:

### Infektionen

Bestätigte Infizierte in der Venezuela nach Daten der WHO. Oben kumuliert, unten Tageswerte

### Todesfälle

Bestätigte Todesfälle in der Venezuela nach Daten der WHO. Oben kumuliert, unten Tageswerte